# 畝尾坐健土安神社
畝尾坐健土安神社（うねおにますたけはにやすじんじゃ）は、奈良県橿原市にある神社である。天香具山の北西麓に鎮座している。隣接する南西の位置に同じく式内社の畝尾都多本神社が鎮座している。1446年(文安3年)の『和州五郡神社神名帳大略注解』には 天香山坐櫛真命神社・坂門神社(天岩戸神社)・畝尾都多本神社とともに、「天香山坐四處神社」と称している。

## 歴史
『日本書紀』神武天皇即位前紀　己未年二月二十日の条に
「天皇、前年の秋九月を以て、 潜に天香山の埴土を取りて、八十平瓮を造りて、躬自ら斎戒して諸神を祭りたまふ。遂に区宇を安定むること得たまふ。故、土を取りし処を号けて、埴土と白ふ」
という埴安の地に祀られた土霊が当社であるという。
『大和志』では「今称天照大神」とあり、近世に天照大神社と称していた。

## 祭神
伊邪那美が火の神の迦具土命を産んで陰部に火傷を負い、亡くなった。この時に、尿や糞、嘔吐物から新たな神々を産んだ。その糞から産まれた神が祭神の健土安比売命である。